# Berosus (cratère)
Berosus est un cratère d'impact lunaire situé dans la partie nord-est de la Lune, à moins d'un diamètre de cratère au nord-ouest du cratère Hahn. Un peu plus loin à l'est-nord-est on trouve le grand cratère Gauss, et vers le nord-ouest il y a le cratère Bernoulli. À cause de cette position le cratère apparait plus petit, vu de la Terre.
L'anneau du cratère est presque circulaire, avec quelques angles du côté est du cratère. Le côté sud du cratère a subi un érosion importante, il y a aussi de plus petits cratères sur la section nord de l'anneau. Les murs internes possèdent des terrasses, à la section nord et nord-ouest. La plaine intérieure de Berosus, a été remplie par de la lave, elle est donc très horizontale, et sans caractéristiques remarquables.

## Localisation
| Nord-ouest : Bernoulli | Nord : ? | Nord-est : ?   |
| Ouest : ?              | Berosus  | Est : ?        |
| Sud-ouest : Gauss      | Sud : ?  | Sud-est : Hahn |

## Cratères satellites
Les cratères dits satellites sont de petits cratères situés à proximité du cratère principal, ils sont nommés du même nom mais accompagné d'une lettre majuscule complémentaire (même si la formation de ces cratères est indépendante de la formation du cratère principal). Par convention ces caractéristiques sont indiquées sur les cartes lunaires en plaçant la lettre sur le point le plus proche du cratère principal. Liste des cratères satellites de Berosus
 : 
| Berosus | Latitude | Longitude | Diamètre |
| ------- | -------- | --------- | -------- |
| A       | 33.1° N  | 68.1° E   | 12 km    |
| F       | 34.0° N  | 66.6° E   | 22 km    |
| K       | 32.1° N  | 70.9° E   | 6 km     |